# Judith W. Taschler

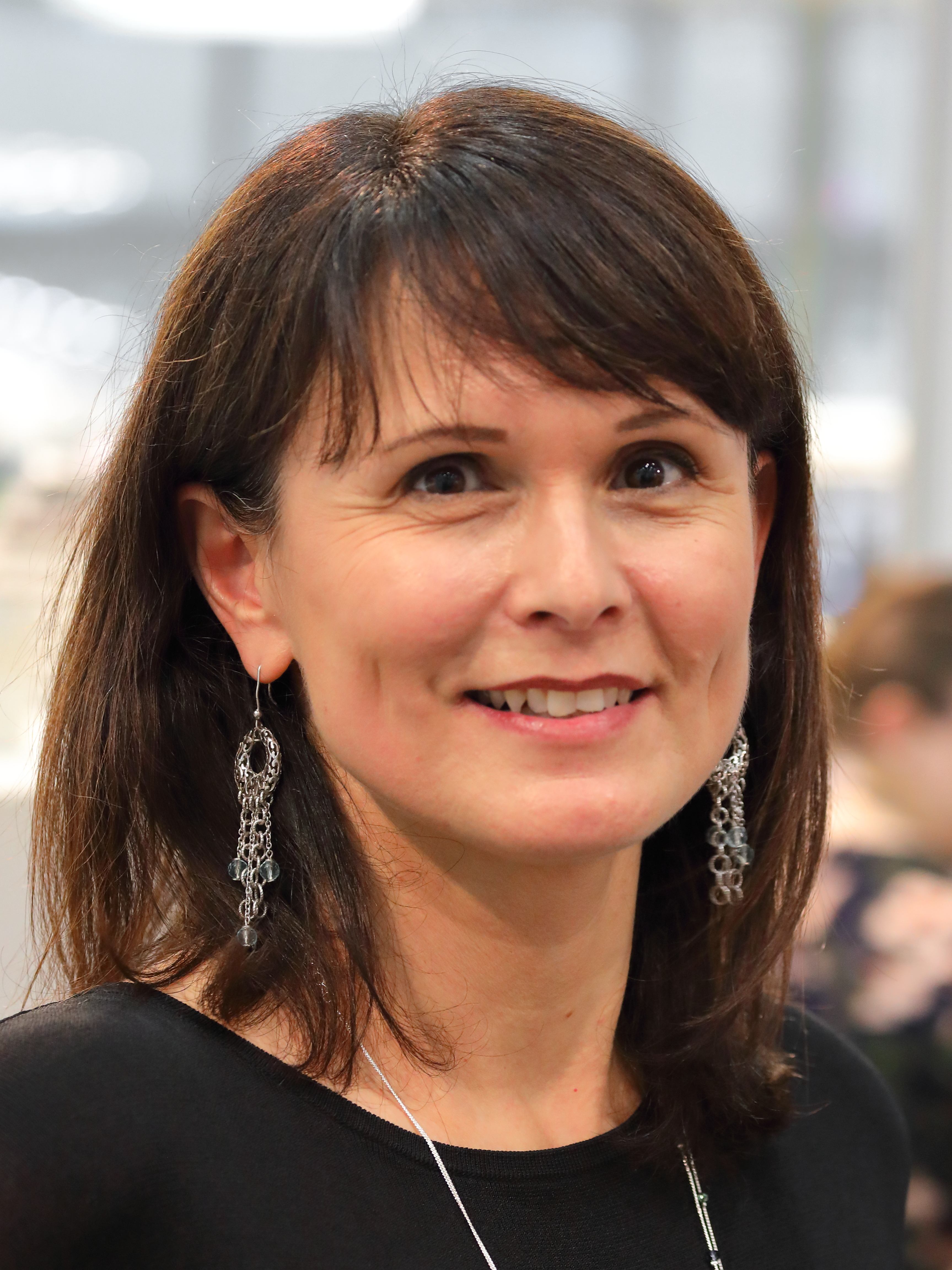
Judith W. Taschler (2019)

Judith W. Taschler (* 1970 in Linz; bürgerlich Judith Taschler-Wögerbauer) ist eine österreichische Schriftstellerin.

## Leben
Judith W. Taschler wuchs mit sechs Geschwistern in Putzleinsdorf, im oberösterreichischen Mühlviertel, auf. Nach dem Besuch der HBLA Auhof in Linz und einem Auslandsaufenthalt in den USA übte sie verschiedene Jobs, darunter Sekretärin, Horterzieherin und Autoverkäuferin, aus. Sie studierte Germanistik und Geschichte an der Universität Innsbruck und unterrichtete einige Jahre als Deutschlehrerin. Ihr Prosawerk erschien im Wiener Picus Verlag, bei Droemer Knaur in München und beim Zsolnay-Verlag in Wien.
Mit ihrem Mann und ihren drei Kindern lebt Taschler-Wögerbauer als freischaffende Autorin in Innsbruck.

## Kritiken
Das Portal femundo würdigte den Roman „Sommer wie Winter“ als ein packendes Drama über die Suche nach der eigenen Identität:

„Der schmale Roman gewinnt [.] schnell an Tiefe, er ist spannend und entwickelt gerade wegen seines nüchternen Tons eine große emotionale Wucht. Die Familie Sommer hat offensichtlich etwas zu verbergen, zwischen den Zeilen ... blitzt viel Ungesagtes hervor ...“

## Auszeichnungen
- Von ihrem Debütroman Sommer wie Winter wurde vom Kulturamt Innsbruck eine fünfte Sonderauflage von 10.000 Stück im Zuge des Projektes Innsbruck liest verteilt.
- Judith W. Taschler erhielt für Die Deutschlehrerin den Friedrich-Glauser-Preis 2014. Begründung der Jury: „Liebe, Verrat und Tod. Es sind die großen Themen des Lebens, die Judith Taschler sprachlich virtuos in ein kleines Kammerspiel packt. Und es sind die leisen Töne, die dieser als Zwiegespräch geführten Lebensbeichte eine dramatische Tiefe verleihen. Unaufdringlich eröffnet sich dem Leser ein Panoptikum vergebener Lebenschancen. Zwei Menschen, füreinander bestimmt, folgen ihren egozentrischen Lebensplänen und verpassen sich. Irritiert und ergriffen von der Tragik der Geschichte folgen wir der opportunistischen Handlungslogik der Protagonisten bis ans bittere Ende. Leben heißt scheitern, hat Amélie Nothomb einmal gesagt. So konsequent, spannend und literarisch subtil wie Judith Taschler das Thema umsetzt, wird auch Scheitern zum Hochgenuss!“[3]

## Werke
- Sommer wie Winter. Roman. Picus-Verlag, Wien 2011, ISBN 978-3-85452-671-1.
- Die Deutschlehrerin. Roman. Picus-Verlag, Wien 2013, ISBN 978-3-85452-692-6.
- Apanies Perlen. Vier Erzählungen. Picus-Verlag, Wien 2014, ISBN 978-3-7117-2010-8.
- Roman ohne U. Roman. Picus-Verlag, Wien 2014, ISBN 978-3-7117-2018-4.[4]
- bleiben. Roman. Droemer, München 2016, ISBN 978-3-426-28132-1.
- David. Roman. Droemer, München 2017, ISBN 978-3-426-28133-8.
- Das Geburtstagsfest. Roman. Droemer, München 2019, ISBN 978-3-426-28188-8.
- Über Carl reden wir morgen. Roman. Zsolnay, Wien 2022, ISBN 978-3-552-07292-3.
- Nur nachts ist es hell. Roman. Zsolnay, Wien 2024, ISBN 978-3-552-07507-8